# Longlier
Longlier [lɔ̃glie] (en wallon Longliè) est une section de la ville belge de Neufchâteau située en Région wallonne dans la province de Luxembourg.

## Géographie

### Localités
Lahérie, Longlier, Massul, Molinfaing et Tronquoy ont fusionné en 1823.

## Évolution démographique
- Source: DGS, 1831 à 1970=recensements population, 1976= habitants au 31 décembre
- 1866: Scission de Hamipré en 1862

## Histoire
Le domaine mérovingien de Longolare est attesté dès le VIIe siècle. Pépin le Bref y séjourne en 759 et y célèbre la Noël, ce qui suppose l'existence d'une église. Les Carolingiens y résident aussi : Charlemagne en 771 et 773 et Lothaire Ier en 844, notamment. La paroisse primitive de Longlier est celle de l'ancien domaine mérovingien. Elle fut, pendant près de mille ans, la paroisse-mère de trente localités constituant la terre de Neufchâteau. Son démembrement, commencé au XVIIe siècle, s'acheva au début du XIXe. En 888, "Longolare" fut entre 43 lieux avec propriété du couvent de Ste. Marie à Aix-La-Chapelle, authentifié par le roi Arnulf (MGH DArn no. 031).
En 1056-1057, Godefroid le Barbu, duc de Haute-Lotharingie, céda l'église, avec tous ses revenus, à l'abbaye bénédictine de Florennes. Un prieuré — dont une ferme est le seul vestige — fondé en 1055 par ce même Godefroid II, fut construit près de l'église, mais les moines n'y furent jamais très nombreux. Au XVIIIe siècle, ils s'essayèrent à l'exploitation d'une ardoisière, sans grand succès. Le prieuré fut supprimé et vendu en 1797 par les révolutionnaires français. Le bâtiment restant fut incendié par les Allemands en 1914. Le village lui-même fut en grande partie détruit en 1914, lorsque le 20 août, des soldats allemands et français s'y opposèrent en de violents combats.
Au cours de la Seconde Guerre mondiale, le 10 mai 1940, les Allemands envahissent la Belgique, les Pays-Bas et le Luxembourg. La Belgique autorise immédiatement les armées alliés à pénétrer sur son territoire. Longlier se trouve défendu par les Français du 11e régiment de cuirassiers lorsque le matin du 11 mai elle est attaquée par les chars du Panzer-Regiment 2 soutenus par la I./Artillerie-Regiment 73 (unités de la 1re Panzerdivision, du XIX. Armee-Korps (mot.) qui a pour objectif de traverser la Meuse à Sedan). Les défenseurs détruisent plusieurs chars et les Allemands renoncent à leur attaque. Ces derniers enveloppent alors Neufchâteau par le sud et poussent les Français à se replier. Dans l'après-midi, Longlier est occupé.
À la fusion des communes de 1977, la commune de Longlier est intégrée à Neufchâteau.

## Patrimoine et culture

### Patrimoine architectural
L'église Saint-Étienne date de 1753 (millésime au chevet et au-dessus de la porte de la sacristie). De l'ancien mobilier ne subsistent que les superbes fonts baptismaux romans du XIIe siècle, à arcatures et têtes d'angle. Du prieuré, il ne reste que les granges et les écuries, fort modifiées et intégrées à une ferme. On peut toutefois voir encore un agneau crucifère, symbole de saint Jean-Baptiste, patron de l'abbaye de Florennes, gravé sur le linteau d'une porte extérieure. Depuis l'époque carolingienne, les morts sont enterrés autour de l'église. Ce cimetière a conservé un petit calvaire en pierre daté de 1647 ainsi que quelques pierres tombales dignes d'intérêt ; certaines, du XVIIIe siècle, encastrées dans le mur sud de l'église, rappellent la mémoire de moines bénédictins.

## Économie

### Communications
On y trouve la gare de Neufchâteau, située sur la ligne 162 Namur-Arlon.

## Personnalités
Certains personnages célèbres sont également enterrés à Longlier : Jules Lejeune, ministre de la Justice de 1887 à 1894, Albert Claude, né à Longlier, prix Nobel de médecine et de physiologie en 1974, et Albert Leblanc, organiste de la cathédrale de Luxembourg. À la sortie du village vers Martelange, une chapelle dédiée à Notre-Dame de Luxembourg rappelle les tragiques évènements de 1914.